# WNBA 2024
Die Saison 2024 war die 28. Saison der Women’s National Basketball Association (WNBA). Die reguläre Saison begann am 15. Mai und lief bis zum 19. September 2024. Im Anschluss wurden dann bis zum 21. Oktober 2024 die Playoffs zur Ermittlung des WNBA-Meisters 2024 ausgetragen. Sieger wurde New York Liberty.
Die Las Vegas Aces gingen als zweifacher amtierender Titelverteidiger in die Saison 2024. Im Juni wurde die vierte Auflage des saisoninternen Turniers um den WNBA Commissioner's Cup ausgetragen. Nach dem WNBA All-Star Game am 20. Juli 2024 machte die Saison eine knapp einmonatige Pause für die Olympischen Sommerspiele 2024 in Paris.
Am 15. September 2024 wurde A’ja Wilson mit 29 Punkten beim 84:71-Sieg der Las Vegas Aces gegen die Connecticut Sun die erste WNBA-Spielerin, die in einer regulären Saison 1.000 Punkte erzielte.
Die New York Liberty um die beiden deutschen Basketballerinnen Leonie Fiebich und Nyara Sabally gewannen zum ersten Mal in ihrer Franchise-Geschichte den WNBA-Titel. In dem entscheidenden fünften Spiel der Finalserie setzten sie sich am 21. Oktober 2024 mit einem 67:62 nach Verlängerung gegen die Minnesota Lynx durch. Damit trat das deutsche Duo in die Fußstapfen von Marlies Askamp, die als bislang einzige deutsche Basketballerin im Jahr 2002 mit den Los Angeles Sparks den Titel in der US-Profiliga hatte gewinnen können.

## Draft
Der WNBA Draft 2024 fand am 15. April 2024 in New York statt. Das zweite Jahr in Folge sicherten sich die Indiana Fever dabei in der vorgelagerten Draft-Lotterie das Erstwahlrecht und wählten als erste Spielerin Caitlin Clark von der University of Iowa.

### Top-3-Picks
| Pick | Spielerin       | Nationalität       | WNBA-Team                 | College / Profiverein |
| ---- | --------------- | ------------------ | ------------------------- | --------------------- |
| 1    | Caitlin Clark   | Vereinigte Staaten | Indiana Fever             | Iowa                  |
| 2    | Cameron Brink   | Vereinigte Staaten | Los Angeles Sparks        | Stanford              |
| 3    | Kamilla Cardoso | Brasilien          | Chicago Sky (von Phoenix) | South Carolina        |

## Reguläre Saison

### Modus
Die zwölf WNBA-Teams sind in zwei Conferences aufgeteilt, wobei die Eastern Conference und die Western Conference jeweils sechs Teams umfassen. In der regulären Saison bestreitet jedes der zwölf Teams 40 Spiele: jeweils vier Spiele gegen die fünf Teams aus der gleichen Conference und gegen zwei Teams aus der anderen Conference sowie drei Spiele gegen die restlichen vier Teams aus der anderen Conference.

### Tabellen
Endstand in den beiden Conferences nach Abschluss der regulären Saison:
| Pl     | Team               | Sp | S  | N  | %    | GB | Heim | Auswärts |
| ------ | ------------------ | -- | -- | -- | ---- | -- | ---- | -------- |
| 1 (1)  | New York Liberty   | 40 | 32 | 8  | 80   | −  | 16:4 | 16:4     |
| 2 (3)  | Connecticut Sun    | 40 | 28 | 12 | 70   | 4  | 14:6 | 14:6     |
| 3 (6)  | Indiana Fever      | 40 | 20 | 20 | 50   | 12 | 12:8 | 8:12     |
| 4 (8)  | Atlanta Dream      | 40 | 15 | 25 | 37,5 | 17 | 8:12 | 7:13     |
| 5 (9)  | Washington Mystics | 40 | 14 | 26 | 35   | 18 | 5:15 | 9:11     |
| 6 (10) | Chicago Sky        | 40 | 13 | 27 | 32,5 | 19 | 6:14 | 7:13     |

| Pl     | Team               | Sp | S  | N  | %    | GB | Heim  | Auswärts |
| ------ | ------------------ | -- | -- | -- | ---- | -- | ----- | -------- |
| 1 (2)  | Minnesota Lynx     | 40 | 30 | 10 | 75   | −  | 16:4  | 14:6     |
| 2 (4)  | Las Vegas Aces (M) | 40 | 27 | 13 | 67,5 | 3  | 13:7  | 14:6     |
| 3 (5)  | Seattle Storm      | 40 | 25 | 15 | 62,5 | 5  | 14:6  | 11:9     |
| 4 (7)  | Phoenix Mercury    | 40 | 19 | 21 | 47,5 | 11 | 10:10 | 9:11     |
| 5 (11) | Dallas Wings       | 40 | 9  | 31 | 22,5 | 21 | 7:13  | 2:18     |
| 6 (12) | Los Angeles Sparks | 40 | 8  | 32 | 20   | 22 | 5:15  | 3:17     |

Erläuterung:
- = Playoff-Qualifikation,     = Conference-Sieger
- Platz in Conference und (Platz Gesamt)
- (M) = Titelverteidiger

## Commissioner's Cup
Der WNBA Commissioner's Cup 2024 war die vierte Auflage dieses zweistufigen Wettbewerbs in der Geschichte der WNBA. Der Cup wurde zu dieser Saison von einem Zehn-Spiele-Format auf ein Fünf-Spiele-Format umgestellt. 
Die zwölf WNBA-Teams bestritten im Zeitraum vom 1. bis 13. Juni 2024 jeweils ein Spiel gegen jedes andere Team aus ihrer Conference. Anschließend qualifizierten sich die Bestplatzierten jeder Conference – aus diesen fünf Partien – für das Pokalfinale. 
Den WNBA Commissioner's Cup 2024 gewannen die Minnesota Lynx am 25. Juni 2024 nach einem 94:89-Sieg im Pokalfinale in der New Yorker UBS Arena über die New York Liberty.

## Playoffs

### Modus
Die acht Teams mit den besten Ergebnissen in der regulären Saison qualifizieren sich unabhängig von der Conference für die Playoffs. In der ersten Runde der Playoffs treffen die Teams gemäß der Platzierung der regulären Saison im Best-of-Three Modus aufeinander. Das Halbfinale und das Finale werden im Best-of-Five Modus ausgetragen.

### Turnierbaum
| 1. Runde Best-of-3 | 1. Runde Best-of-3 | 1. Runde Best-of-3 |   |                  | Halbfinale Best-of-5 | Halbfinale Best-of-5 | Halbfinale Best-of-5 |  |  | WNBA-Finale Best-of-5 | WNBA-Finale Best-of-5 | WNBA-Finale Best-of-5 |
|                    |                    |                    |   |                  |                      |                      |                      |  |  |                       |                       |                       |
| 1                  | New York Liberty   | 2                  |   |                  |                      |                      |                      |  |  |                       |                       |                       |
| 8                  | Atlanta Dream      | 0                  |   |                  |                      |                      |                      |  |  |                       |                       |                       |
| 8                  | Atlanta Dream      | 0                  | 1 | New York Liberty | 3                    |                      |                      |  |  |                       |                       |                       |
|                    |                    |                    | 1 | New York Liberty | 3                    |                      |                      |  |  |                       |                       |                       |
|                    | 4                  | Las Vegas Aces     | 1 |                  |                      |                      |                      |  |  |                       |                       |                       |
| 4                  | 4                  | Las Vegas Aces     | 1 | Las Vegas Aces   | 2                    |                      |                      |  |  |                       |                       |                       |
| 4                  |                    |                    |   | Las Vegas Aces   | 2                    |                      |                      |  |  |                       |                       |                       |
| 5                  | Seattle Storm      | 0                  |   |                  |                      |                      |                      |  |  |                       |                       |                       |
| 5                  | Seattle Storm      | 0                  | 1 | New York Liberty | 3                    |                      |                      |  |  |                       |                       |                       |
|                    |                    |                    |   | New York Liberty | 3                    |                      |                      |  |  |                       |                       |                       |
|                    | 2                  | Minnesota Lynx     | 2 |                  |                      |                      |                      |  |  |                       |                       |                       |
| 2                  | 2                  | Minnesota Lynx     | 2 | Minnesota Lynx   | 2                    |                      |                      |  |  |                       |                       |                       |
| 2                  |                    |                    |   | Minnesota Lynx   | 2                    |                      |                      |  |  |                       |                       |                       |
| 7                  | Phoenix Mercury    | 0                  |   |                  |                      |                      |                      |  |  |                       |                       |                       |
| 7                  | Phoenix Mercury    | 0                  | 2 | Minnesota Lynx   | 3                    |                      |                      |  |  |                       |                       |                       |
|                    |                    |                    | 2 | Minnesota Lynx   | 3                    |                      |                      |  |  |                       |                       |                       |
|                    | 3                  | Connecticut Sun    | 2 |                  |                      |                      |                      |  |  |                       |                       |                       |
| 3                  | 3                  | Connecticut Sun    | 2 | Connecticut Sun  | 2                    |                      |                      |  |  |                       |                       |                       |
| 3                  |                    |                    |   | Connecticut Sun  | 2                    |                      |                      |  |  |                       |                       |                       |
| 6                  | Indiana Fever      | 0                  |   |                  |                      |                      |                      |  |  |                       |                       |                       |

## Auszeichnungen

### WNBA Champions
Die Spielerinnen des 2024er Meisterschafts-Kader der New York Liberty:
| Nr. | Nat.               | Name                    | Position      | Erfahrung | College           |
| --- | ------------------ | ----------------------- | ------------- | --------- | ----------------- |
| 0   | Vereinigte Staaten | Jaylyn Sherrod          | Guard         | Rookie    | Colorado          |
| 1   | Vereinigte Staaten | Marquesha Davis         | Guard         | Rookie    | Mississippi       |
| 2   | Vereinigte Staaten | Kennedy Burke           | Guard/Forward | 4 Jahre   | UCLA              |
| 5   | Vereinigte Staaten | Kayla Thornton          | Forward       | 8 Jahre   | UTEP              |
| 8   | Deutschland        | Nyara Sabally           | Center        | 1 Jahr    | Oregon            |
| 13  | Deutschland        | Leonie Fiebich          | Forward       | Rookie    | –                 |
| 18  | Kroatien           | Ivana Dojkić            | Guard         | 1 Jahr    | –                 |
| 20  | Vereinigte Staaten | Sabrina Ionescu         | Guard         | 4 Jahre   | Oregon            |
| 22  | Ungarn             | Courtney Vandersloot    | Guard         | 13 Jahre  | Gonzaga           |
| 30  | Vereinigte Staaten | Breanna Stewart         | Forward       | 7 Jahre   | UConn             |
| 35  | Bahamas            | Jonquel Jones           | Center        | 7 Jahre   | George Washington |
| 44  | Vereinigte Staaten | Betnijah Laney-Hamilton | Guard/Forward | 8 Jahre   | Rutgers           |

### WNBA Peak Performers
Die drei Auszeichnungen der WNBA Peak Performers werden an die Spielerinnen verliehen, die in einer Saison den besten Punkte-, Rebound- und Assistschnitt aufweisen. 
| Kategorie                | Kategorie                | Kategorie                | Spielerin     | Mannschaft     | Statistik |
| ------------------------ | ------------------------ | ------------------------ | ------------- | -------------- | --------- |
| Punkte pro Spiel (pps)   | Punkte pro Spiel (pps)   | Punkte pro Spiel (pps)   | A’ja Wilson   | Las Vegas Aces | 26,9 pps  |
| Rebounds pro Spiel (rps) | Rebounds pro Spiel (rps) | Rebounds pro Spiel (rps) | Angel Reese   | Chicago Sky    | 13,1 rps  |
| Assists pro Spiel (aps)  | Assists pro Spiel (aps)  | Assists pro Spiel (aps)  | Caitlin Clark | Indiana Fever  | 8,4 aps   |

Die 26,9 Punkte pro Spiel sowie die 13,1 Rebounds pro Spiel sind jeweils neue Rekorde für eine WNBA-Saison.

### WNBA Awards
| Auszeichnung                                | Auszeichnung                                | Auszeichnung                                | Spielerin          | Mannschaft         | Bemerkung         |
| ------------------------------------------- | ------------------------------------------- | ------------------------------------------- | ------------------ | ------------------ | ----------------- |
| WNBA Finals MVP Award                       | WNBA Finals MVP Award                       | WNBA Finals MVP Award                       | Jonquel Jones      | New York Liberty   | –                 |
| WNBA Most Valuable Player Award             | WNBA Most Valuable Player Award             | WNBA Most Valuable Player Award             | A’ja Wilson        | Las Vegas Aces     | 67 von 67 Stimmen |
| WNBA Defensive Player of the Year Award     | WNBA Defensive Player of the Year Award     | WNBA Defensive Player of the Year Award     | Napheesa Collier   | Minnesota Lynx     | 36 von 67 Stimmen |
| WNBA Most Improved Player Award             | WNBA Most Improved Player Award             | WNBA Most Improved Player Award             | DiJonai Carrington | Connecticut Sun    | 28 von 67 Stimmen |
| WNBA Rookie of the Year Award               | WNBA Rookie of the Year Award               | WNBA Rookie of the Year Award               | Caitlin Clark      | Indiana Fever      | 66 von 67 Stimmen |
| WNBA Sixth Player of the Year Award         | WNBA Sixth Player of the Year Award         | WNBA Sixth Player of the Year Award         | Tiffany Hayes      | Las Vegas Aces     | 38 von 67 Stimmen |
| Kim Perrot Sportsmanship Award              | Kim Perrot Sportsmanship Award              | Kim Perrot Sportsmanship Award              | Dearica Hamby      | Los Angeles Sparks | 12 von 67 Stimmen |
| WNBA Coach of the Year Award                | WNBA Coach of the Year Award                | WNBA Coach of the Year Award                | Cheryl Reeve       | Minnesota Lynx     | 62 von 67 Stimmen |
| WNBA Basketball Executive of the Year Award | WNBA Basketball Executive of the Year Award | WNBA Basketball Executive of the Year Award | Cheryl Reeve       | Minnesota Lynx     | 10 Stimmen        |

### All-WNBA Teams
| Team                      | Spielerinnen                         | Spielerinnen                        | Spielerinnen                       | Spielerinnen                       | Spielerinnen                      |
| ------------------------- | ------------------------------------ | ----------------------------------- | ---------------------------------- | ---------------------------------- | --------------------------------- |
| All-WNBA First Team       | Napheesa Collier (Minnesota Lynx)    | A’ja Wilson (Las Vegas Aces)        | Breanna Stewart (New York Liberty) | Caitlin Clark (Indiana Fever)      | Alyssa Thomas (Connecticut Sun)   |
| All-WNBA Second Team      | Sabrina Ionescu (New York Liberty)   | Kahleah Copper (Phoenix Mercury)    | Nneka Ogwumike (Seattle Storm)     | Arike Ogunbowale (Dallas Wings)    | Jonquel Jones (New York Liberty)  |
| All-Defensive First Team  | DiJonai Carrington (Connecticut Sun) | Napheesa Collier (Minnesota Lynx)   | Ezi Magbegor (Seattle Storm)       | Breanna Stewart (New York Liberty) | A’ja Wilson (Las Vegas Aces)      |
| All-Defensive Second Team | Natasha Cloud (Phoenix Mercury)      | Jonquel Jones (New York Liberty)    | Nneka Ogwumike (Seattle Storm)     | Alanna Smith (Minnesota Lynx)      | Alyssa Thomas (Connecticut Sun)   |
| All-Rookie Team           | Caitlin Clark (Indiana Fever)        | Rickea Jackson (Los Angeles Sparks) | Angel Reese (Chicago Sky)          | Kamilla Cardoso (Chicago Sky)      | Leonie Fiebich (New York Liberty) |